# Pont-de-Poitte
Pont-de-Poitte é uma comuna francesa situada na região administrativa de Borgonha-Franco-Condado, pertencente ao departamento de Jura. Estende-se por uma área de 7,02 km², com uma população estimada de 582 habitantes, segundo o censo de 1999.Em 2010 a comuna tinha 660 habitantes (densidade: 94 hab./km²).
A comuna é conhecida pelas Marmitas de l'Ain, formações rochosas esculpidas pela ação da água, localizadas ao longo do rio Ain. Essa atração natural atrai visitantes e contribui para a identidade local da região.